# Smittia stiliger
Smittia stiliger är en tvåvingeart som först beskrevs av Jean-Jacques Kieffer och August Friedrich Thienemann 1921.  Smittia stiliger ingår i släktet Smittia och familjen fjädermyggor.
Artens utbredningsområde är Tyskland. Inga underarter finns listade i Catalogue of Life.